# Mark Boone Junior
Mark Boone Junior, eg. Mark Heidrich, född 17 mars 1955 i Cincinnati, Ohio, är en amerikansk skådespelare. Boone har medverkat i en lång rad filmer, oftast i små biroller. Bland de mer kända filmer han medverkat i finns Die Hard 2 och Batman Begins. Han hade också en stor roll i alla sju säsonger av TV-serien Sons of Anarchy, som handlar om en motorcykelklubb.

## Biografi

### Uppväxt och utbildning
Boone föddes som Mark Heidrich i Cincinnati, Ohio till Ginny, en pensionerad lärare, och Bob Heidrich, en före detta byggnadskonsult. Han växte upp på Chicagos norra kust och gick på University of Vermont. Han flyttade till New York efter college, där han började sin karriär med ståuppkomik, med sin gamla vän Steve Buscemi. Hans artistnamn Boone kommer från ett krigsmonument i New York. 

### Karriär
Han har medverkat i några av Steve Buscemis regiverk som Trees Lounge och som Evil i Lonesome Jim. Han har en huvudroll i Sons of Anarchy, där han spelar Bobby Munson. År 2010 spelade han rollen som Vincent Doolys far i The Mother of Invention. 
Boone porträtterar ofta en korrupt polis eller annan myndighetsfigur, och har haft en produktiv karriär som innehåller över 70 filmer, bland andra 2 Fast 2 Furious, Get Carter, Generalens dotter,  Den tunna röda linjen, Seven och Die Hard 2. Han har även gästspelat i TV-serier som I lagens namn, Seinfeld, Simma lugnt, Larry!, och mycket mer. 
Han hade en sekunds framträdande som en man i New York i filmen Armageddon, där Eddie Griffins karaktär frågade honom vad alla nyheterna på TV handlade om. Han hade också en annan en sekunds framträdande i säsong 6 avsnitt 5 av TV-serien Oz, som en läsande fånge biblioteket.

## Filmografi

### Filmer och television
| År        | Titel                                            | Roll                       | Notering                                                                    |
| --------- | ------------------------------------------------ | -------------------------- | --------------------------------------------------------------------------- |
| 1983      | Variety                                          | Porrkund / Företagsägare   |                                                                             |
| 1983      | Born in Flames                                   | Man på tunnelbana          | Krediterad som Mark Heidrich                                                |
| 1986      | The Visit                                        |                            |                                                                             |
| 1986      | The Way It Is                                    |                            |                                                                             |
| 1988      | Landlord Blues                                   | George                     |                                                                             |
| 1989      | Prisoners of Inertia                             | Weed                       |                                                                             |
| 1989      | New York Stories                                 | Hanks                      |                                                                             |
| 1989      | The Equalizer                                    | Hall                       | TV-serie; 2 avsnitt                                                         |
| 1989      | Slaves of New York                               | Mitch                      |                                                                             |
| 1989      | Borders                                          | Bob                        |                                                                             |
| 1989      | Cookie                                           | Polis                      |                                                                             |
| 1989      | Slutstation Brooklyn                             | Willie                     |                                                                             |
| 1990      | In the Spirit                                    | Polis #3                   |                                                                             |
| 1990      | Force of Circumstance                            |                            |                                                                             |
| 1990      | Die Hard 2                                       | Shockley                   |                                                                             |
| 1990      | I lagens namn                                    | Chef                       | TV-serie; 1 avsnitt                                                         |
| 1990      | Quantum Leap                                     | Knutte                     | TV-serie; 1 avsnitt                                                         |
| 1991      | Fever                                            | Leonard                    | TV-film                                                                     |
| 1991      | Yr i bollen                                      | Kabelkille                 |                                                                             |
| 1991      | In the Heat of the Night                         | Barney Meacham             | TV-serie; 1 avsnitt                                                         |
| 1991      | En härlig tid                                    | Reperatör                  | TV-serie; 1 avsnitt                                                         |
| 1992      | The Paint Job                                    | Tom                        |                                                                             |
| 1992      | What Happened to Pete                            | Pete                       |                                                                             |
| 1992      | Seinfeld                                         | OTB Patron                 | TV-serie; 1 avsnitt                                                         |
| 1992      | Tecknaren                                        | Sturges                    |                                                                             |
| 1992      | Möss och människor                               | Busschaufför               |                                                                             |
| 1993      | Daybreak                                         | Karantänvakt               | TV-film                                                                     |
| 1993      | Bakersfield P.D.                                 | Ed                         | TV-serie; 1 avsnitt                                                         |
| 1993      | Geronimo                                         | Afraid Miner               |                                                                             |
| 1994      | Hoggs' Heaven                                    | Carl                       | TV-film                                                                     |
| 1995      | Snabbare än döden                                | Scars                      |                                                                             |
| 1995      | Naomi & Wynonna: Love Can Build a Bridge         | Bondlurk                   | TV-film                                                                     |
| 1995      | Last of the Dogmen                               | Tattoo                     |                                                                             |
| 1995      | Seven                                            | Sliskig FBI-agent          |                                                                             |
| 1996      | Trees Lounge                                     | Mike                       | Också i "speciellt tack" Skrev och framförde låten 'Run the Red Light Baby' |
| 1996      | The Beatnicks                                    | Taxichaufför               |                                                                             |
| 1997      | Hack                                             | Ed                         |                                                                             |
| 1997      | Rosewood                                         | Poly                       |                                                                             |
| 1997      | The Game                                         | Otydlig privat undersökare |                                                                             |
| 1997      | Cold Around the Heart                            | Arg man                    |                                                                             |
| 1997      | Hugo Pool                                        | Poolkille                  |                                                                             |
| 1998      | Montana                                          | Stykes                     |                                                                             |
| 1998      | Vampires                                         | Catlin                     |                                                                             |
| 1998      | Armageddon                                       | Man i New York             | Okrediterad                                                                 |
| 1998      | I Woke Up Early the Day I Died                   | Polis #3                   |                                                                             |
| 1998      | The Treat                                        | Bruce                      |                                                                             |
| 1998      | October 22                                       | Bob                        |                                                                             |
| 1998      | Jag vet fortfarande vad du gjorde förra sommaren | Expedit i lantbruksaffär   |                                                                             |
| 1998      | Den tunna röda linjen                            | Menige Peale               |                                                                             |
| 1999      | Smut                                             |                            |                                                                             |
| 1999      | Spanish Judges                                   | Piece                      |                                                                             |
| 1999      | The Wetonkawa Flash                              | Harley Henson              |                                                                             |
| 1999      | Generalens dotter                                | Dalbert Elkins             |                                                                             |
| 1999      | Buddy Boy                                        | Vic                        |                                                                             |
| 1999      | A.T.F.                                           | Jake Neill                 | TV-film                                                                     |
| 2000      | The Beat Nicks                                   | Nick Beat                  |                                                                             |
| 2000      | Animal Factory                                   | Paul Adams                 |                                                                             |
| 2000      | Everything Put Together                          | Bill                       |                                                                             |
| 2000      | Memento                                          | Burt                       |                                                                             |
| 2000      | Get Carter                                       | Jim Davis                  |                                                                             |
| 2000      | The Gold Cup                                     | Max                        |                                                                             |
| 2001      | Ordinary Madness                                 | Leo                        |                                                                             |
| 2001      | Proximity                                        | Eric Hawthorne             |                                                                             |
| 2001      | Simma lugnt, Larry!                              | Hemlös man                 | TV-serie; 1 avsnitt                                                         |
| 2002      | Long Time No See                                 | Mr. Walters                |                                                                             |
| 2002      | The Real Deal                                    | Cameron LaFoya             |                                                                             |
| 2003      | Shade                                            | Leipzig                    |                                                                             |
| 2003      | 2 Fast 2 Furious                                 | Detective Whitworth        |                                                                             |
| 2003      | Greasewood Flat                                  | Fred                       |                                                                             |
| 2003      | Wild Turkey                                      |                            |                                                                             |
| 2003      | Beautiful                                        | Hank                       |                                                                             |
| 2004      | Full Clip                                        | Sheriff Wallace            |                                                                             |
| 2004      | Sawtooth                                         | Clench                     |                                                                             |
| 2004      | The Grey                                         | Jake Cantrell              | Också producent och manusförfattare                                         |
| 2004      | Jam                                              | Ralph                      |                                                                             |
| 2004      | Dead Birds                                       | Joseph                     |                                                                             |
| 2004      | Frankenfish                                      | Joseph                     |                                                                             |
| 2005      | Venice Underground                               | Wexler Reed                |                                                                             |
| 2005      | Lonesome Jim                                     | Evil                       |                                                                             |
| 2005      | Carnivàle                                        | Alvin                      | TV-serie; 2 avsnitt                                                         |
| 2005      | The Nickel Children                              | Chauffören                 |                                                                             |
| 2005      | Batman Begins                                    | Arnold John Flass          |                                                                             |
| 2006      | The Legend of Lucy Keyes                         | Jonas Dodd                 |                                                                             |
| 2006      | Wristcutters: A Love Story                       | Mike                       |                                                                             |
| 2006      | Unknown                                          | Skäggig man                |                                                                             |
| 2006      | One Night With You                               | Jake Tarlow                |                                                                             |
| 2007      | If I Had Known I Was a Genius                    | Maskinist                  |                                                                             |
| 2007      | 30 Days of Night                                 | Beau Brower                |                                                                             |
| 2008      | Vice                                             | Bugsby                     |                                                                             |
| 2008      | Frozen River                                     | Jacques Bruno              |                                                                             |
| 2008      | In Plain Sight                                   | Neil "Spanky" Carson       | TV-serie; 2 avsnitt                                                         |
| 2008      | A Perfect Place                                  | Tom                        |                                                                             |
| 2008      | California Indian                                | Jonathan Jensen            |                                                                             |
| 2008–2014 | Sons of Anarchy                                  | Bobby Munson               | TV-serie                                                                    |
| 2009      | The Donner Party                                 | Franklin Graves            |                                                                             |
| 2009      | Spooner                                          | George                     |                                                                             |
| 2009      | Pinned                                           |                            |                                                                             |
| 2009      | Halloween II                                     | Floyd                      |                                                                             |
| 2010      | The Mother of Invention                          | Bill Dooly                 |                                                                             |
| 2011      | Missing Pieces                                   | David Lindale              |                                                                             |
| 2011      | Pete Smalls is Dead                              | Jack                       |                                                                             |
| 2013      | Look At Me                                       | Randy                      |                                                                             |
| 2014      | Life of Crime                                    | Richard                    |                                                                             |
| 2014      | Hell's Kitchen                                   | Sig själv                  | VIP-gäst; 1 avsnitt                                                         |

### Datorspel
| År   | Titel         | Roll            | Notering |
| ---- | ------------- | --------------- | -------- |
| 2005 | Batman Begins | Detective Flass | Röst     |